# Bîtîțea
Bîtîțea (în ucraineană Битиця) este localitatea de reședință a comunei Bîtîțea din raionul Sumî, regiunea Sumî, Ucraina.

## Demografie
Componența lingvistică a localității Bîtîțea
     Ucraineană (92,45%)
     Rusă (7,55%)
Conform recensământului din 2001, majoritatea populației localității Bîtîțea era vorbitoare de ucraineană (92,45%), existând în minoritate și vorbitori de rusă (7,55%).